# فهرست جایزه‌ها و نامزدی‌های آرون پال
آرون پال بازیگر و تهیه‌کنندهٔ آمریکایی است که جایزه‌ها و نامزدی‌های مختلفی را طی فعالیت‌های حرفه‌ایش شامل سه جایزه امی ساعات پربیننده، شش جایزه گزینش منتقدان تلویزیون و یک جایزه انجمن بازیگران فیلم دریافت کرده‌است. علاوه بر این‌ها، او نامزد یک جایزه گلدن گلوب و پنج جایزه امی ساعات پربیننده دیگر شده‌است.
اولین نقش تلویزیونی معتبر او در یکی از قسمت‌های سریال بورلی هیلز، ۹۰۲۱۰ در سال ۱۹۹۹ بود. پال بعداً برای نقش‌آفرینی در سریال بریکینگ بد (۲۰۰۸–۲۰۱۳) از شبکه ای‌ام‌سی به عنوان جسی پینکمن انتخاب شد، نقشی که برای آن سه بار برنده جایزه امی ساعات پربیننده بهترین بازیگر مکمل مرد در مجموعه تلویزیونی درام (سال‌های ۲۰۱۰، ۲۰۱۲ و ۲۰۱۴) و همچنین دوبار نامزد دریافت این جایزه (سال‌های ۲۰۰۹ و ۲۰۱۳) شد. این امر باعث شد تا او یکی از بازیگرانی باشد که توانسته‌اند سه بار دریافت‌کننده این جایزه، از زمان تقسیم دسته‌ها باشند. پال برای ایفای نقش در این مجموعه توانست سه بار (سال‌های ۲۰۰۹، ۲۰۱۱ و ۲۰۱۳) برنده جایزه ساترن بهترین بازیگر نقش مکمل مرد تلویزیونی شود، که بیشترین مقدار برد در این دسته است. او همچنین، همراه با دیگر بازیگران اصلی بریکینگ بد، سه بار (سال‌های ۲۰۱۲–۲۰۱۴) نامزد دریافت جایزه انجمن بازیگران فیلم در بخش بهترین اجرای گروه بازیگران در مجموعه درام شد، که نهایتاً برای فصل پنجم آن را کسب کردند. پال برای نقش‌آفرینی‌اش در فصل پنجم توانست نامزد دریافت جایزه گلدن گلوب بهترین بازیگر نقش مکمل مرد – سریال، سریال کوتاه یا فیلم تلویزیونی شود.
پال به صداپیشگی به عنوان تاد چاوز در مجموعه پویانمایی بزرگسالان بوجک هورسمن (۲۰۱۴–۲۰۲۰) از نتفلیکس پرداخته‌است. همچنین تهیه‌کنندگی این مجموعه را برعهده داشته‌است، که توانست چهار بار برنده جایزه گزینش منتقدان تلویزیون در بخش بهترین مجموعه پویانمایی شود. همچنین توانسته‌است دوبار (سال‌های ۲۰۱۹ و ۲۰۲۰) نامزد دریافت جایزه امی ساعات پربیننده بهترین برنامه پویانمایی شود. پال برای ایفای دوباره نقش جسی پینکمن در ال کامینو: فیلم برکینگ بد در سال ۲۰۱۹، نامزد دریافت جایزه ستلایت در بخش بهترین بازیگر مرد – سریال کوتاه یا فیلم تلویزیونی شد. او همچنین به عنوان تهیه‌کننده اجرایی نامزد جایزه امی ساعات پربیننده بهترین فیلم تلویزیونی و برنده چندین جایزه دیگر شد.

## جایزه‌ها و نامزدی‌ها
| جایزه                          | سال  | اثر                       | دسته                                                              | نتیجه    | م.            |
| ------------------------------ | ---- | ------------------------- | ----------------------------------------------------------------- | -------- | ------------- |
| جوایز ای‌آی‌ای‌اف‌اف               | ۲۰۱۷ | بوجک هورسمن               | تمایز ویژه برای مجموعه تلویزیونی                                  | برنده    | [ ۴ ]         |
| جایزه آنی                      | ۲۰۱۶ | بوجک هورسمن               | بهترین پویانمایی مخاطب عام تولید تلویزیون/پخش همگانی              | نامزدشده | [ ۵ ]         |
| جایزه آنی                      | ۲۰۱۷ | بوجک هورسمن               | بهترین پویانمایی مخاطب عام تولید تلویزیون/پخش همگانی              | نامزدشده | [ ۶ ]         |
| جایزه آنی                      | ۲۰۱۸ | بوجک هورسمن               | بهترین پویانمایی مخاطب عام تولید تلویزیون/پخش همگانی              | نامزدشده | [ ۷ ]         |
| جایزه آنی                      | ۲۰۱۹ | بوجک هورسمن               | بهترین پویانمایی مخاطب عام تولید تلویزیون/پخش همگانی              | برنده    | [ ۸ ]         |
| جایزه آنی                      | ۲۰۲۰ | بوجک هورسمن               | بهترین پویانمایی مخاطب عام تولید تلویزیون/پخش همگانی              | برنده    | [ ۹ ] [ ۱۰ ]  |
| جایزه برتر گزینش منتقدان       | ۲۰۲۱ | بوجک هورسمن               | بهترین مجموعه پویانمایی                                           | برنده    | [ ۱۱ ] [ ۱۲ ] |
| جایزه گزینش منتقدان تلویزیون   | ۲۰۱۲ | بریکینگ بد                | بهترین بازیگر مکمل مرد در مجموعه درام                             | نامزدشده | [ ۱۳ ]        |
| جایزه گزینش منتقدان تلویزیون   | ۲۰۱۴ | بریکینگ بد                | بهترین بازیگر مکمل مرد در مجموعه درام                             | برنده    | [ ۱۴ ]        |
| جایزه گزینش منتقدان تلویزیون   | ۲۰۱۶ | بوجک هورسمن               | بهترین مجموعه پویانمایی                                           | برنده    | [ ۱۵ ]        |
| جایزه گزینش منتقدان تلویزیون   | ۲۰۱۷ | بوجک هورسمن               | بهترین مجموعه پویانمایی                                           | برنده    | [ ۱۶ ]        |
| جایزه گزینش منتقدان تلویزیون   | ۲۰۱۸ | بوجک هورسمن               | بهترین مجموعه پویانمایی                                           | نامزدشده | [ ۱۷ ]        |
| جایزه گزینش منتقدان تلویزیون   | ۲۰۱۹ | بوجک هورسمن               | بهترین مجموعه پویانمایی                                           | برنده    | [ ۱۸ ]        |
| جایزه گزینش منتقدان تلویزیون   | ۲۰۲۰ | بوجک هورسمن               | بهترین مجموعه پویانمایی                                           | برنده    | [ ۱۹ ]        |
| جایزه گزینش منتقدان تلویزیون   | ۲۰۲۰ | ال کامینو: فیلم برکینگ بد | بهترین فیلم ساخته‌شده برای تلویزیون                                | برنده    | [ ۲۰ ] [ ۲۱ ] |
| جوایز دوریان                   | ۲۰۱۳ | بریکینگ بد                | بهترین بازیگر مرد تلویزیونی سال                                   | نامزدشده | [ ۲۲ ]        |
| جوایز زیست‌محیطی رسانه          | ۲۰۱۷ | مسیر                      | بهترین درام قسمتی تلویزیونی                                       | نامزدشده | [ ۲۳ ]        |
| جایزه گلدن گلوب                | ۲۰۱۴ | بریکینگ بد                | بهترین بازیگر نقش مکمل مرد – سریال، سریال کوتاه یا فیلم تلویزیونی | نامزدشده | [ ۲۴ ]        |
| جایزه انجمن تهیه‌کنندگان آمریکا | ۲۰۲۰ | ال کامینو: فیلم برکینگ بد | بهترین تهیه‌کننده فیلم استریمی یا تلویزیونی                        | نامزدشده | [ ۲۵ ] [ ۲۶ ] |
| جایزه امی ساعات پربیننده       | ۲۰۰۹ | بریکینگ بد                | بهترین بازیگر مکمل مرد در مجموعه درام                             | نامزدشده | [ ۲۷ ]        |
| جایزه امی ساعات پربیننده       | ۲۰۱۰ | بریکینگ بد                | بهترین بازیگر مکمل مرد در مجموعه درام                             | برنده    | [ ۲۸ ]        |
| جایزه امی ساعات پربیننده       | ۲۰۱۲ | بریکینگ بد                | بهترین بازیگر مکمل مرد در مجموعه درام                             | برنده    | [ ۲۹ ] [ ۳۰ ] |
| جایزه امی ساعات پربیننده       | ۲۰۱۳ | بریکینگ بد                | بهترین بازیگر مکمل مرد در مجموعه درام                             | نامزدشده | [ ۳۱ ]        |
| جایزه امی ساعات پربیننده       | ۲۰۱۴ | بریکینگ بد                | بهترین بازیگر مکمل مرد در مجموعه درام                             | برنده    | [ ۳۲ ] [ ۳۳ ] |
| جایزه امی ساعات پربیننده       | ۲۰۱۹ | بوجک هورسمن               | بهترین برنامه پویانمایی                                           | نامزدشده | [ ۳۴ ]        |
| جایزه امی ساعات پربیننده       | ۲۰۲۰ | بوجک هورسمن               | بهترین برنامه پویانمایی                                           | نامزدشده | [ ۳۵ ]        |
| جایزه امی ساعات پربیننده       | ۲۰۲۰ | ال کامینو: فیلم برکینگ بد | بهترین فیلم تلویزیونی                                             | نامزدشده | [ ۳۶ ] [ ۳۷ ] |
| جایزه ستلایت                   | ۲۰۱۰ | بریکینگ بد                | بهترین بازیگر نقش مکمل مرد – سریال، سریال کوتاه یا فیلم تلویزیونی | نامزدشده | [ ۳۸ ]        |
| جایزه ستلایت                   | ۲۰۱۳ | بریکینگ بد                | بهترین بازیگر نقش مکمل مرد – سریال، سریال کوتاه یا فیلم تلویزیونی | برنده    | [ ۳۹ ] [ ۴۰ ] |
| جایزه ستلایت                   | ۲۰۱۹ | ال کامینو: فیلم برکینگ بد | بهترین سریال کوتاه یا فیلم تلویزیونی                              | برنده    | [ ۴۱ ] [ ۴۲ ] |
| جایزه ستلایت                   | ۲۰۱۹ | ال کامینو: فیلم برکینگ بد | بهترین بازیگر مرد – سریال کوتاه یا فیلم تلویزیونی                 | نامزدشده | [ ۴۱ ] [ ۴۲ ] |
| جایزه ساترن                    | ۲۰۰۹ | بریکینگ بد                | بهترین بازیگر نقش مکمل مرد تلویزیونی                              | برنده    | [ ۴۳ ] [ ۴۴ ] |
| جایزه ساترن                    | ۲۰۱۰ | بریکینگ بد                | بهترین بازیگر نقش مکمل مرد تلویزیونی                              | نامزدشده | [ ۴۵ ]        |
| جایزه ساترن                    | ۲۰۱۱ | بریکینگ بد                | بهترین بازیگر نقش مکمل مرد تلویزیونی                              | برنده    | [ ۴۶ ]        |
| جایزه ساترن                    | ۲۰۱۳ | بریکینگ بد                | بهترین بازیگر نقش مکمل مرد تلویزیونی                              | برنده    | [ ۴۷ ]        |
| جایزه ساترن                    | ۲۰۱۷ | بوجک هورسمن               | بهترین مجموعه پویانمایی تلویزیونی                                 | نامزدشده | [ ۴۸ ]        |
| جایزه ساترن                    | ۲۰۱۸ | بوجک هورسمن               | بهترین مجموعه پویانمایی تلویزیونی                                 | نامزدشده | [ ۴۹ ]        |
| جایزه انجمن بازیگران فیلم      | ۲۰۱۲ | بریکینگ بد                | بهترین اجرای گروه بازیگران در مجموعه درام                         | نامزدشده | [ ۵۰ ]        |
| جایزه انجمن بازیگران فیلم      | ۲۰۱۳ | بریکینگ بد                | بهترین اجرای گروه بازیگران در مجموعه درام                         | نامزدشده | [ ۵۱ ]        |
| جایزه انجمن بازیگران فیلم      | ۲۰۱۴ | بریکینگ بد                | بهترین اجرای گروه بازیگران در مجموعه درام                         | برنده    | [ ۵۲ ]        |
| جشنواره بین‌المللی فیلم میلان   | ۲۰۱۴ | رمزگشایی آنی پارکر        | بهترین بازیگر نقش مکمل مرد                                        | برنده    | [ ۵۳ ]        |
| جوایز انجمن منتقدان تلویزیون   | ۲۰۱۰ | بریکینگ بد                | موفقیت فردی در مجموعه‌های درام                                     | نامزدشده | [ ۵۴ ]        |
| جوایز جوان هالیوود             | ۲۰۱۴ | بریکینگ بد                | بازیگر مرد موردعلاقه                                              | نامزدشده | [ ۵۵ ]        |